# Jaime Osorio (sociólogo)
Jaime Sebastián Osorio Urbina (Santiago de Chile, 1945), es un sociólogo, investigador y profesor de origen chileno radicado en México. 
Trabaja como profesor e investigador en la Universidad Autónoma Metropolitana (UAM) unidad Xochimilco. Es conocido por sus aportes a la teoría marxista de la dependencia y a las discusiones sobre el Estado en América Latina, así como por sus reflexiones sobre la epistemología en las ciencias sociales.
Las principales influencias en su obra son Karl Marx, Vladimir Ilich Lenin y Ruy Mauro Marini. Sus reflexiones sobre la epistemología en las ciencias sociales tienen la influencia de la obra de G. W. F. Hegel, a partir de la lectura de Carlos Pérez Soto. 

## Ámbito académico
Es licenciado en sociología por la Universidad de Chile y doctor en ciencias sociales por el Centro de Estudios Sociológicos de El Colegio de México. 
En la conclusión de sus estudios en sociología, inició su participación en el Centro de Estudios Socio-Económicos (CESO) de la Universidad de Chile, un centro de investigación adscrito a la Facultad de Economía donde se sistematizó –con los aportes previos de André Gunder Frank– la teoría marxista de la dependencia por autores como Ruy Mauro Marini, Theotonio dos Santos y Vania Bambirra.
En México, formó parte del Centro de Información, Documentación y Análisis del Movimiento Obrero (CIDAMO), un centro de investigación dedicado al análisis del movimiento obrero en América Latina dirigido por Ruy Mauro Marini, en el cual también participaron, entre otros, Claudio Colombani, Alberto Spagnolo, Francisco Pineda, Maribel Gutiérrez, Patricia Olave y Lila Lorenzo Soto-Aguilar.
Desde la década de 1980 es profesor-investigador en la UAM, unidad Xochimilco, donde imparte docencia en la licenciatura en Sociología y en el Programa de doctorado en ciencias sociales. En 2015 fue nombrado profesor distinguido por la Universidad Autónoma Metropolitana. También es profesor y tutor en el Posgrado en estudios latinoamericanos de la Universidad Nacional Autónoma de México (UNAM). 
En el ámbito de la teoría marxista de la dependencia ha dado continuidad a la obra de Ruy Mauro Marini al profundizar en los conceptos de superexplotación de la fuerza de trabajo, patrón de reproducción del capital y de capitalismo dependiente como otra “forma” de capitalismo en el sistema mundial. En el campo de la epistemología ha criticado la fragmentación de los saberes de las ciencias sociales a partir del concepto de totalidad. En cuanto a la teoría del Estado, sus aportes consisten en destacar la centralidad del Estado en la mundialización –no su extinción–, así como en la formulación de la categoría de Estado subsoberano para dar cuenta de las características del Estado en el capitalismo dependiente.
Ha sido profesor invitado en diversas universidades de México y de América Latina.  
Entre 1989 y 1993 fue colaborador del periódico mexicano La Jornada.